# Штюльпнагель, Отто фон
Отто Эдвин фон Штюльпнагель (нем. Otto Edwin von Stülpnagel; 16 июня 1878, Берлин — 6 февраля 1948, Париж) — немецкий офицер и военный историк, генерал инфантерии вермахта. С октября 1940 года по февраль 1942 года являлся «военным командующим Франции», под чьим контролем находилось большинство оккупированных территорий Франции; покончил с собой в ожидании суда.

## Биография
Отто фон Штюльпнагель родился в семье прусского полковника Отто фон Штюльпнагеля (1822—1899) и Иды Михаэлис (1856—1909): его старшим братом был генерал инфантерии Эдвин фон Штюльпнагель (1876—1933). Отто учился в Прусской военной академии и в 1909 году присоединился к Германскому генеральному штабу. Во время Первой мировой войны он служил офицером генштаба в целом ряде штабов и в 1916 году получил звание майора.
После окончания войны, в 1921 году, Штюльпнагель был назначен начальником Департамента международного права при Миротворческой комиссии. На данной должности он опубликовал многочисленные работы и эссе, в которых выступал против обвинений Германской империи в военных преступлениях со стороны Антанты. В 1925 году он был переведен в штаб 14-го пехотного полка и произведен в полковники; в следующем году он был направлен в качестве представителя Рейхсвера на Женевскую конференцию по разоружению.
В начале 1927 года Штюльпнагель прибыл в 7-й прусский пехотный полк, где прошёл ценз командования полком; в начале 1929 года он был переведен в Берлин и произведен в генерал-майоры: был назначен инспектором транспортных сил при министерстве обороны. Вышел в отставку в конце марта 1931 года в звании генерал-лейтенанта. После прихода к власти в Германии национал-социалистов, в 1934 году, Штюльпнагель — который будучи молодым офицером проходил обучение на пилота — основал по заказу Министерства авиации военно-воздушную школу Берлин-Гатов; в следующем году он стал организатором Военно-воздушной академии. 1 октября 1935 года перешёл в военно-воздушные силы, став первым командиром академии.
В начале Второй мировой войны Штюльпнагель был мобилизован: 25 октября 1940 года он был назначен военным командиром оккупированной Франции. В середине мая 1941 года на подконтрольной ему территории было казнено 3700 евреев. 17 декабря 1941 года он наложил на французских евреев «штраф» в размере одного миллиарда франков, который должен был быть выплачен в рассрочку. Наконец, по его приказу были расстреляны в общей сложности 98 заложников в Нанте и Шатобриане.

Отто был совершенно не тот человек, чтобы при сложившемся положении справиться с трудностями…
 У него в руках было короткое плечо рычага, и в Берлине его не слушали. Затем стали происходить покушения и посыпались грозные запросы, какие приняты ответные меры. Кейтель и Гитлер по телефону срочно требовали рубить побольше голов. Это приводило к такому парадоксальному результату, когда, например, администрация в своих отчетах старалась по возможности скрыть факт покушения. Скрыть гибель коменданта Нанта, убитого неустановленными лицами, было, разумеется, невозможно, и из Берлина пришло требование казнить за это двести заложников. Тогда началась торговля за головы; сперва начальнику администрации удалось снизить требуемое количество до ста человек, затем он попытался подсунуть в их число преступников, уже осужденных на смертную казнь, в некоторых случаях по приговорам французских судов... 
При таком положении можно подать в отставку по той причине, что терпеть его значило бы для вас идти против своей совести. Но как быть с совестью, если вы тем самым уступаете место такому преемнику, которому неведомы подобные соображения? Своим уходом вы ничего не измените, скорее напротив. Однако в таких условиях, когда, как ни поступи, все равно будешь чувствовать себя виноватым, это оказывается для вас спасительным выходом. Отто фон Штюльпнагель сначала пытался сопротивляться, т.е. он вступил в переговоры, выторговывая головы. Но вскоре он почувствовал, что это ему не по силам, и ему пришлось решиться уйти. В последние недели создавалось такое впечатление, что у него окончательно сдали нервы и что он действительно уже не способен продолжать военную службу. — Эрнст Юнгер «Годы оккупации»
Был окончательно уволен со службы в августе 1942 года; после войны был арестован и в 1946 году доставлен во Францию — в начале февраля 1948 года он покончил с собой в парижской тюрьме «Cherche-Midi», где дожидался начала суда.

## Работы
- Zerstörte Bergwerke — München : Süddeutsche Monatshefte, 1923.
- Die Nachkriegs-Propaganda der Allierten gegen Deutschland — Berlin : Verlag d. Kulturliga, [1922].
- Die zerstörten Gebiete — Leipzig : Süddeutsche Monatshefte, 1922.
- Die Zerstörung Nordfrankreichs u. Belgiens auf Grund der Urkunden untersucht — München : Süddeutsche Monatshefte, 1922.
- Die Wahrheit über die deutschen Kriegsverbrechen — Berlin : Staatspol. Verl., 1920.
  - Die Wahrheit über die deutschen Kriegsverbrechen — Berlin : Staatspolit. Verlag, 1921, 4. ungekürzte Aufl. Umschlagt.: Volksausg.
  - Die Wahrheit über die deutschen Kriegsverbrechen — Viöl/Nordfriesland : Verl. für Ganzheitliche Forschung, 1999, Faks. der 4. Aufl., Berlin, 1921.
- Die Schuldanklagen gegen Deutschland — [s.l.] : [s.n.], [um 1920].
- Die Herausgabe unseres Rechtfertigungs- und Gegenmaterials in der Frage der Schuld am und im Kriege ist Vorbedingung, wenn die Versuche, die Weltwirtschaft wieder aufzubauen … Erfolge haben sollten — [s.l.] : [s.n.].

## Семья
2 марта 1929 года Штюльпнагель женился в Потсдаме на Илзе фон Зейдлиц-Курцбах (21 мая 1891, Берлин — 6 мая 1964, Берлин) — находившейся в разводе дочери архитектора Отто Зоре (1853—1926) и Анны Хазельбах; брак был расторгнут 8 ноября 1946 года в берлинском районе Шарлоттенбург.

## Награды
- Железный крест (1914) 2-го и 1-го класса (Королевство Пруссия)
- Королевский орден Дома Гогенцоллернов рыцарский крест с мечами (Королевство Пруссия)
- Орден Короны 4-го класса (Королевство Пруссия)
- Нагрудный почётный лётный знак (Королевство Пруссия)
- Орден «За военные заслуги» 3-го класса с мечами (Королевство Бавария)
- Орден Альбрехта офицерский крест с мечами (Королевство Саксония)
- Орден Вюртембергской короны рыцарский крест с мечами (Королевство Вюртемберг)
- Орден Грифона рыцарский крест (Великое герцогство Мекленбург-Шверин)
- Крест «За военные заслуги» 2-го класса (Великое герцогство Мекленбург-Шверин)
- Крест Фридриха Августа 1-го класса (Великое герцогство Ольденбург)
- Орден Альбрехта Медведя рыцарский крест 2-го класса (Герцогство Ангальт)
- Ганзейский крест Гамбурга, Бремена и Любека
- Крест «За военные заслуги» 3-го класса с воинским отличием (Австро-Венгрия)
- ордена Святого Иоанна Иерусалимского рыцарский крест (Ehrenritter)
- Крест «За военные заслуги» (1939) 2-го и 1-го класса (Третий рейх)